# Demostrativo
En lingüística, un demostrativo es un tipo de expresión deíctica espacial, como este o ése y aquí o allá del español. Típicamente incluye varios grados. Un demostrativo puede servir también para deixis temporal o para otros tipos, como deixis discursiva. Permiten diferenciar diversos referentes según un marco relativo de referencia, que suele ser la distancia al hablante y al oyente.
Tradicionalmente el nombre de demostrativo se limitaba a pronombres o determinantes (también llamados adjetivos determinativos), tales como las 3 series de demostrativos del español: este, ese y aquel, cada serie con su flexión de género y número. 
La mayoría de lenguas tienen 2 o 3 niveles de distinción; solo algunas lenguas tienen 4 o más niveles. Ejemplos de lenguas con 2 niveles son el inglés (this, that) y el francés (ceci, cela); con 3 niveles, además del español, está el japonés (kore, sore, are). En los sistemas de 3 niveles tiende a haber una relación entre niveles y persona gramatical, con un nivel ligado a lo próximo o relacionado con la primera persona, otro ligado a la segunda persona, y otro a la tercera. Algunas lenguas pueden distinguir entre visible y no visible, entre existente y desaparecido, etc.
En la gran mayoría de lenguas, los demostrativos marcan un contraste distal a partir de un centro deíctico, que en los ejemplos (este, ese, aquí, allá) es el hablante. Dicho de otra manera, un demostrativo sirve para anclar la referencia locativa de una entidad dentro del universo del discurso a partir de un centro deíctico. En tanto que deíctico, un demostrativo se puede acompañar de un gesto de señalamiento y de esta manera actualizar su referencia.

## Características semánticas

### Centro deíctico
El centro deíctico es el punto a partir del cual se calcula la distancia y otras características semánticas en un demostrativo. En español, por ejemplo, se dice que un referente está aquí cuando se encuentra cerca del hablante y allá cuando está lejos del hablante. Hay otras lenguas, sin embargo, en las que centro deíctico es el oyente o un referente que no sea ni el hablante ni el oyente. Esto puede suceder en la misma lengua, como en japonés:
| Cerca del hablante              | kono |
| Cerca del oyente                | sono |
| Lejos del hablante y del oyente | ano  |

### Contraste distal
En la mayoría de las lenguas, los demostrativos expresan varios grados de distancia con respecto al centro deíctico. Sin embargo, de manera poco frecuente (3% en el WALS); algunas lenguas simplemente no tienen contraste deíctico. Esto sucede, por ejemplo, con el alemán, en tanto que der (die, das) no incluye información de distancia. Lo mismo se ha descrito para el mam:
| aj                            | matiij | 'uxb'il     |
| dem                           | grande | herramienta |
| ‘esta/esa herramienta grande’ |        |             |
Sobre todo en estos casos, muchas lenguas pueden usar otros mecanismos para expresar algún tipo de contraste distal, como verbos espaciales.
En muchas lenguas, el contraste es de 2 grados a partir del mismo centro deíctico, como sucede en vietnamita (en el ejemplo de abajo). En principio, en estos casos el contraste puede ser entre proximal y distal, como en el ejemplo, pero también entre proximal y no proximal, entre no proximal y distal, proximal y neutro o neutro y distal
|          | Nominal | Adverbial |
| Proximal | này     | đây       |
| Distal   | no      | ây        |

También es frecuente que las lenguas tengan contrastes de 3 grados, que pueden ser entre proximal, medial y distal. Nótese que hay lenguas que tiene un contraste de 3 grados pero no en términos de contraste distal, sino de centro deíctico, como el japonés, que se presentó arriba. Unas pocas lenguas tienen contraste entre cuatro o más puntos deícticos. En principio, las lenguas pueden explotar tanto contrastes de centro deíctico como contrastes de distancia,como sucede en hausa:
| Cerca del hablante                  | nân |
| Cerca del oyente                    | nan |
| Lejos del hablante y del oyente     | cân |
| Muy lejos del hablante y del oyente | can |

### Otras características semánticas
Además de codificar centro deíctico y contrastes de distancia, los demostrativos puede expresar otro tipo de información semántica. En primer lugar, los sistemas de demostrativos en las lenguas del mundo pueden indicar si un referente es visible o no, si se encuentra en un lugar bajo o elevado, si está cuesta arriba o cuesta abajo o algo se acerca o se aleja del centro deíctico. Diessel considera que estas características son también deícticas en tanto que se calculan también a partir de un centro deíctico. La visibilidad, en particular, forma parte de los sistemas de varias lenguas de América del Norte. Por ejemplo, en el ute, los demostrativos tienen un contraste deíctico de 3 grados: proximal, distal y no visible.  
Además, hay otras características cualitativas, que incluyen si el referente es humano o animado, el género y el número y si los referentes están un área delimitada o extendida. Por ejemplo, la animacidad y la pluralidad también son características del sistema de demostrativos del ute:
|            | Proximal | Distal | No visible |
| Inanimado  | 'ica     | máru̹   | 'úru       |
| sg.animado | 'ina     | máa    | 'ú         |
| pl.animado | ímu̹      | mámu̹   | úmu̹        |

## Tipos sintácticos
Existen principalmente tres tipos de demostrativos: los nominales (que incluyen los pronominales y los adnominales o adjetivales), los adverbiales y los verbales. Sin embargo, también se puede considerar que los demostrativos pueden constituir un sistema gramatical cerrado (Dixon 2003). 

### Demostrativos nominales
Los demostrativos nominales se subdividen entre aquellos que pueden ser sustitutos de una frase nominal, es decir, pronominales, y aquellos que acompañan a un sustantivo, es decir, adnominales. En la tradición gramatical de algunas lenguas, se les llama a estos demostrativos adjetivos, mientras que en algunas teorías se les considera determinantes:
Pronominales: Este ya se rompió.
Adnominales: Este plástico ya se rompió.
En la mayoría de las lenguas (143 de una muestra de 201, es decir, 71%), los demostrativos nominales y adnominales tienen la misma forma, como se aprecia en los ejemplos de arriba. Esta es una razón por la cual se agrupan en el término nominales aun cuando se reconoce que pueden cumplir dos funciones.
En otras, como en francés, los demostrativos nominales y adnominales tienen temas diferentes: celui y celle se usan pronominalmente mientras que ce y cette son adnominales. Lo mismo sucede en mulao, que tiene contraste de distancia, pero el tema de los demostrativos pronominales es distinto de los demostrativos adnominales:
|          | Pronominales | Adnominales |
| Proximal | ni5          | naːi6       |
| Distal   | hui5         | kai6        |

Hay, además, otro conjunto de lengua en las cuales estos dos tipos de demostrativos comparten el mismo tema pero tienen características flexivas distintas. Por ejemplo en turco, los pronominales se flexionan para caso y número en tanto que los adnominales son invariables y acompañan al sustantivo flexionado:
| a. | Ali                         | bun-u         | unut-amı-yor.         |
|    | Ali                         | este-acc      | olvidar-no.puede-prog |
|    | ‘Alí no puede olvidar esto’ |               |                       |
| b. | bu                          | gazete-yi     |                       |
|    | este                        | periódico-acc |                       |
|    | ‘este periódico’            |               |                       |
Nótese que los demostrativos pronominales y los adnominales no necesariamente presentan el mismo contraste distal, como sucede en tongano:
|                             | Pronominal |  | Adnominal |    |
| Neutral                     | e          |  |           |    |
| Cercal del hablante         | eni        |  | Proximal  | ni |
| Cerca del oyente            | ena        |  | Distal    | na |
| Lejos del hablante y oyente | ia         |  |           |    |

Cuando los demostrativos pronominales y adnominales tienen una forma distinta, se pueden asignar a clases de palabras distintas, los primeros a pronombres y los segundos a determinates (o adjetivos, en algunas tradiciones gramaticales). Por el contrario, cuando son idénticos, puede haber varias soluciones teóricas. Una es que en ambos casos se trata de pronombres; otra es que se traten como determinantes en ambos casos; finalmente, también se ha argumentado que su estatus categorial se debe determinar para cada lengua. En este sentido, se ha argumentado que los dos demostrativos del tuscarora, kyèːníːkaː (este/estos) y hèːníːkəː (ese/esos) se comportan siempre como pronombres, e incluso cuando aparecen junto con un sustantivo parecen estar en aposición. Por el contrario, hay lenguas en las que los demostrativos parecen ser siempre adnominales. Cuando tienen una función aparentemente pronominal, aparecen junto con un clasificador, un pronombre de tercera persona o algún otro tipo de elemento nominal. Esto ocurre en chinanteco de Lealao, que carece de un demostrativo pronominal y en su lugar se utiliza una pronombre adnominal que tiene la partícula ʔiM, que se caracteriza como semánticamente vacía y que tiene la misma distribución de un sustantivo.

### Demostrativos identificacionales
Además de los demostrativos pronominales y adnominales, algunas lenguas tienen una clase distinta de demostrativos identificacionales, que aparecen en oraciones copulativas y no verbales. Esto sucede en pohnpeiano, pues me(t) (cercano al hablante), men (cercano al oyente) y mwo (lejano de hablante y oyente) se usan como demostrativos pronominales en oraciones con un predicado verbal en tanto que ie(t) (cercano al hablante), ien (cercano al oyente) e io (lejano de hablante y oyente) son demostrativos identificacionales en oraciones no verbales:
| a. | met                   | pahn  | megali |
|    | this                  | will  | wither |
|    | ‘This will wither.’   |       |        |
| b. | iet                   | noumw | naipen |
|    | this/here             | your  | knife  |
|    | ‘Here is your knife.’ |       |        |

### Demostrativos nominales y artículos o pronombres
En muchas lenguas del mundo, los artículos o los pronombres de tercera persona están relacionados sincrónica o diacrónicamente con los demostrativos nominales. Este es el caso del español, pues tanto los artículos como los pronombres personales se derivan de los demostrativos ille, illum, illud del latín:
|                    | Tónicos       | Objeto Directo | Objeto indirecto |
| Masculino singular | ille > él     | illum > lo     | illi > le        |
| Femenino singular  | illa > ella   | illam > la     | illi > le        |
| Neutro singular    | illud > ello  | illud > lo     | illi > le        |
| Masculino plural   | illōs > ellos | illōs > los    | illīs > les      |
| Femenino plural    | illās > ellas | illās > las    | illīs > les      |

Sin embargo, en el caso del español podemos observar que la relación de artículos y pronombres con los demostrativos es sólo histórica (es decir, con los demostrativos del latín), puesto que son claramente distintos de los demostrativos del español. Estos últimos evolucionaron también de demostrativos, pero de otras series (iste > este; ipse > ese).
Hay otras lenguas, sin embargo, en los que la relación de los demostrativos con los pronombres y los artículos es sincrónica. Es decir, exactamente la misma forma se puede usar en una y otra función. En algunos casos, todos los demostrativos pueden cumplir alguna de estas funciones, mientras que en otros sólo alguno o algunos de ellos. Por ejemplo, en euskera cualquier demostrativo puede cumplir una función pronominal. En cambio, en otras lenguas es un subconjunto nada más, más comúnmente el distal, pero incluso puede ser el medial, el proximal o incluso uno reservado para referencia no humana.

### Demostrativos adverbiales locativos
Los demostrativos adverbiales locativos, muchas veces llamados sólo demostrativos adverbiales, son palabras como aquí o allá, que no se refieren propiamente a una entidad sino a un lugar. En este sentido, expresan la localización de un evento o de una situación y se asume que son modificadores verbales. Sin embargo, en algunas lenguas también pueden coocurrir con frases nominales, como en inglés this pizza here. En estos usos, normalmente no también coocurren con un demostrativo adnominal. Por ello, no se asume que sean operadores nominales.
Los demostrativos adverbiales tienden a tener las mismas raíces que los nominales, aunque se distingan formalmente de ellos (por ejemplo, por afijación locativa). Con todo, hay algunas en las que son idénticos, como en ngiyambaa.
Las distinciones semánticas de los demostrativos adverbiales no necesariamente son las mismas que las de los nominales. Esto puede ser particularmente útil para lenguas en las cuales no hay contraste distal en los demostrativos nominales pero sí en los adverbiales, como en alemán. En el ejemplo de abajo, das se utiliza tanto cuando el referente está cerca o lejos del hablante y lo que establece la diferencia es hier (aquí) y da (allá):
| Das                                         | Bild | hier | gefällt | mir | besser | als | das | da.  |
| dem                                         | foto | aquí | gustar  | me  | mejor  | que | dem | allá |
| ‘Prefiero esta foto a esa (que está) allá.' |      |      |         |     |        |     |     |      |
Por otra parte, en ambulas los demostrativos pronominales y los adnominales (que se distinguen formalmente), hace una distinción de 3 grados entre proximal, medial y distal. En cambio, los adverbiales sólo distinguen entre proximal y distal (aunque hay una serie estativa y otra adlativa). De manera contraria, en ewondo, los demostrativos pronominales hacen una distinción de 3 grados (proximal al hablante, proximal al oyente y distal al hablante y oyente) pero los adverbiales hacen cuatro distinciones semánticas (proximal al hablante, proximal al oyente, distal al hablante y oyente, y muy distal al hablante y al oyente).

### Demostrativos adverbiales de manera
Además de los demostrativos adverbiales locativos, también hay palabras como así que indican que algo se hace de determinada manera, por lo que se llaman demostrativos de manera. También son demostrativos en el sentido en que su significado se puede actualizar con un gesto que indica la manera en que es algo o se hace algo.

### Demostrativos verbales
Aunque en extremo raro, también hay lenguas en las que los demostrativos son verbos. Éstos se pueden dividir en tres tipos: espaciales, locativos y de manera. Dentro del primer tipo, la lengua juǀ’hoan tiene dos demostrativos, uno proximal hè (kè) ‘ser éste’, y otro distal, to’à ‘ser ese’:
| a. | Jù                    | hè       |
|    | persona               | ser.ésta |
|    | ‘Esta es una persona’ |          |
| b. | Nǃoh                  | to’à.    |
|    | naranja               | ser.esa  |
|    | ‘Esa es una naranja’  |          |
(Dickens 2005: 49)
Aunque en un principio parece ser identificacional, Lionnet muestra que tiene todas las características que uno esperaría de un verbo, como recibir negación y marcación aspectual o no poder ser argumental a menos que se relativice.
Los demostrativos verbales locativos tienen un significado más cercano al de los adverbios locativos, como sucede en tauya:
| [...] Ɂe          | ti-a-Ɂa           |
| dem               | estar.ahí-3sg-ind |
| ‘[...] está ahí!’ |                   |
Finalmente, un conjunto ligeramente mayor de lenguas tienen demostrativos verbales de manera, traducibles como ‘ser.así’, como se ejemplifica para el fiyano:
| o                  | 'ea | 'eneii    | tuu     | gaa  | 'eneii  |
| art                | 3sg | hacer.así | aspecto | sólo | ser.así |
| ‘Él hizo sólo así’ |     |           |         |      |         |

## Demostrativos en sintaxis generativa
Un demostrativo puede ser preferible a la distinción tradicional entre pronombres demostrativos frente a determinantes demostrativos a la luz de algunos análisis generativistas modernos, en los que se interpreta que los demostrativos son un núcleo de un sintagma determinante. De acuerdo con ese análisis no existe diferencia entre el uso pronominal y el uso determinativo, siendo que en ambos casos el demostrativo es un núcleo determinante y la diferencia está en si este núcleo lleva o no un sintagma nominal que haga de complemento sintáctico.

## Demostrativos en español
En la gramática tradicional del español se diferenció sistemáticamente entre dos tipos de demostrativos o deícticos, los llamados "determinantes demostrativos" y los llamados "pronombres demostrativos", la primera denominación se usa cuando aparecen acompañados de un nombre o sintagma nominal y la segunda cuando aparecen aislados. Desde el punto de vista de la lingüística moderna no hay demasiada base para considerar que se trata de clases de palabras diferentes, ya que en ambos casos el deíctico es el núcleo sintáctico de un sintagma determinante y, además, en español como en muchas otras lenguas las formas fonológicas de los determinantes demostrativos y los pronombres demostrativos coinciden.
En cualquier caso, la RAE consideró de acuerdo a interpretaciones tradicionales que las dos clases de palabras eran diferentes e incluso propuso marcar con un acento diacrítico las formas pronominales. Sin embargo a partir de 2012, cambió de criterio y consideró que el acento diacrítico es innecesario (en concordancia con la interpretación moderna de que, de hecho, unos y otros no son palabras diferentes, sino la misma clase de palabras en una configuración diferente).
De acuerdo con la denominación tradicional de los "determinantes demostrativos" estos hacen referencia a un ser o un objeto de acuerdo con la proximidad al hablante, al oyente o a la tercera persona. Esta división tripartita se denomina a veces "grado de la deixis" (cercano/próximo/lejano). Las formas de los demostrativos en español varían de acuerdo al grado de deixis expresado y de acuerdo a accidentes gramaticales tales como el género y número:
| Demostrativos en español                                                          | Demostrativos en español | Demostrativos en español |
| --------------------------------------------------------------------------------- | ------------------------ | ------------------------ |
| Masculino                                                                         | Singular                 | este, ese, aquel         |
| Masculino                                                                         | Plural                   | estos, esos, aquellos    |
| Femenino                                                                          | Singular                 | esta, esa, aquella       |
| Femenino                                                                          | Plural                   | estas, esas, aquellas    |
| Neutro                                                                            | Neutro                   | esto, eso, aquello       |
| (Nota: los demostrativos neutros solo pueden ser pronombres, nunca determinantes) |                          |                          |

Cuando acompañan al nombre los demostrativos son determinantes.
Ejemplos
- Prefiero este pastel.
- Recoge esos libros.
- Sal por aquella puerta.